# Nushagak River
Der Nushagak River ist ein Zufluss der Bristol Bay im Südwesten des US-Bundesstaats Alaska.

## Geographie

### Verlauf
Er entspringt in den Nushagak Hills, einem kleinen Gebirgszug zwischen Kuskokwim und Chigmit Mountains, fließt südwestwärts und mündet nach 450 Kilometern östlich von Dillingham, zusammen mit dem Wood River, in die Nushagak Bay, eine Nebenbucht im Norden der Bristol Bay.

### Nebenflüsse
Die Flüsse Nuyakuk, King Salmon, Iowithla und Kokwok münden in den Nushagak. Der größte Nebenfluss ist der Mulchatna River.

### Ortschaften
Ortschaften im Verlauf des Flusses sind Portage Creek, Ekwok, Koliganek und New Stuyahok.

## Geschichte
Russische Forschungsreisende waren 1824 die ersten Europäer, die den Fluss bei Expeditionen ins Hinterland, bei denen sie auch den Kuskokwim, den Yukon und den Koyukuk entdeckten, befuhren.

## Fauna
Mit Königslachs, Silberlachs, Rotlachs, Ketalachs und Buckellachs kommen alle fünf pazifischen Lachsarten zum Laichen in den Nushagak oder einen seiner Nebenflüsse.